# Cavewars
Cavewars est un jeu vidéo de stratégie au tour par tour développé par Broken Arrow Entertainment et publié par Avalon Hill le 30 novembre 1996 sur DOS. Le jeu se déroule dans le sous-sol d’un monde médiéval-fantastique dans lequel s'affrontent huit factions différentes, les combats prenant place sur cinq niveaux de souterrains. Le joueur doit récolter trois types de minerais lui permettant de développer des technologies, de rechercher des sorts et créer des troupes afin de combattre ses adversaires,. Les unités du jeu peuvent être personnalisées, chacune d'elles pouvant être équipé de différents types d’armes, d’armures et de montures.

## Accueil
| Cavewars              |      |       |
| Média                 | Nat. | Notes |
| Computer Gaming World | US   | 3/5   |
| Cyber Stratège        | FR   | 2/5   |
| GameSpot              | US   | 64 %  |
| PC Gamer UK           | GB   | 58 %  |
| PC Zone               | GB   | 87 %  |